# Лебедев, Михаил Иванович (чекист)
Михаил Иванович Лебедев (1884—1971) — российский революционер, в годы Гражданской войны — чекист.

## Биография
Родился в 1884 году в крестьянской семье в деревне Извалки Романово-Борисоглебского уезда Ярославской губернии. Обучался в двухклассном городском училище, но бросил его из-за нехватки средств. С 1896 года работал учеником в медно-котельной мастерской. Через два года устроился на Кронштадтский пароходный завод.
В 1904 году призван на военную службу на флот. В октябре 1905 года участвовал в Кронштадтском восстании моряков. Был арестован и осуждён к 12-ти годам каторжных работ на Ленских приисках. В 1911 году бежал за границу. Член РСДРП (большевик) с 1914 года.
Осенью 1917 года в должности командира, а затем комиссара воевал с украинскими националистами и немцами. В 1918 году командовал 1-м Курским советским полком: участвовал в боях под Бахмачем, Рыльском, ранен при освобождении Шебекино. В июле 1918 года участвовал в подавлении Ярославского восстания, был ранен.
В июле — декабре 1918 года — заведующий Ярославским губернским отделом юстиции. В декабре 1918 — декабре 1919 года — председатель Ярославской губернской ЧК. Затем работал в органах ЧК — ОГПУ Курской губернии (председатель, 1920 год), Киргизской АССР, Горской АССР (председатель, 1921 год). Был делегатом 3-й и 4-й Всероссийских конференций чрезвычайных комиссий.
Награждён орденом Ленина, орденом Трудового Красного Знамени, знаком «10 лет ОГПУ».
В 1929 году уволен из органов по состоянию здоровья. Умер в 1971 году. В июле 1979 года в его честь названа улица в Ярославле.